# یواس‌اس دلاویر (بی‌بی-۲۸)
یواس‌اس دلاویر (بی‌بی-۲۸) (به انگلیسی: USS Delaware (BB-28)) یک کشتی بود که طول آن ۵۱۹ فوت (۱۵۸ متر) بود. این کشتی در سال ۱۹۰۹ ساخته شد.